# 名鉄ワ750形貨車
名鉄ワ750形貨車（めいてつワ750がたかしゃ）とは、かつて名古屋鉄道で運用されていた木造貨車（有蓋車）である。

## 概要
戦後の貨車不足のため、1948年（昭和23年）に国鉄から2形式5両が名鉄に払い下げられた有蓋車である。実際には戦災で被害を受けた貨車を名古屋造船で車体更新した貨車である。
同年同じ種車であるワ1形を改造しワ700形を製作したが、なぜ2形式に分けたのかは不明である。
4両（ワ751 - ワ754）はワ1形を種車としているため寸法などはほぼ同一であるが、ワ755はパ100形を種車としているため、車体が長い。またワ751 - ワ754は荷重が10 t だがワ755は荷重が12 t である。全て私有車かつ国鉄直通車であった。1963年（昭和38年）に形式消滅となった。

### 番号対比
| 名鉄番号 | 元国鉄形式名 | 元国鉄番号 |
| -------- | ------------ | ---------- |
| ワ751    | ワ1形        | ワ2013     |
| ワ752    | ワ1形        | ワ1396     |
| ワ753    | ワ1形        | ワ9524     |
| ワ754    | ワ1形        | ワ5903     |
| ワ755    | パ100形      | パ107      |